# Боб-Акитани, Эммануэль
Эммануэль Боб-Акитани (фр. Emmanuel Bob Akitani, 18 июля 1930, Анехо — 16 мая 2011, Ломе), или Эммануэль Акитани — тоголезский государственный деятель, политик. Один из основателей и почётный председатель партии «Союз сил за перемены». Являлся основным оппозиционным кандидатом на выборах Президента Того в 2003 и 2005 годах.

## Политическая карьера
Боб-Акитани был одним из основателей тоголезской партии «Союз сил за перемены» и к 2003 году являлся её первым вице-председателем. Председатель партии Гилхрист Олимпио не смог участвовать в выборах Президента страны 2003 из-за закона, разрешавшего баллотироваться только лицам, проживавшим в Того не менее года. Поэтому на борьбу за эту должность была выдвинута кандидатура Акитани. В соответствии с официальными результатами он занял второе место после действующего главы государства Гнассингбе Эйадемы, находившегося у власти с 1967 года (33,68 % против 57,78 %). В «Союзе сил за перемены» подвергли сомнению такой итог, высказав предположения о подтасовках бюллетеней и действительной победе Акитани.
После смерти Эйадемы в 2005 году Боб-Акитани вновь принял участие в Президентских выборах, где снова занял второе место, уступив сыну бывшего Президента Фору Гнассингбе (38,25 % против 60,15 %). И вновь среди оппозиционеров появились сомнения в честности подсчёта голосов.
В июле 2008 года на конгрессе партии «Союз сил за перемены» Боб-Акитани получил звание её почётного председателя.